# El Sas
El Sas és una localitat que pertany al municipi d'Areny de Noguera, a la Ribagorça (Aragó).
En el fogatge de 1495 apareix escrit com Lo Sas. Va formar part de l'antic terme de Cornudella de Valira.